# Chiswell Green
Chiswell Green – wieś w Anglii, w hrabstwie Hertfordshire, w dystrykcie St Albans. Leży 21 km na zachód od miasta Hertford i 30 km na północny zachód od centrum Londynu. Miejscowość liczy 2802 mieszkańców.